# 1925 en Italie
Chronologie de l'Italie
- 1921
- 1922
- 1923
- 1924
- 1925
- 1926
- 1927
- 1928
- 1929

## Événements

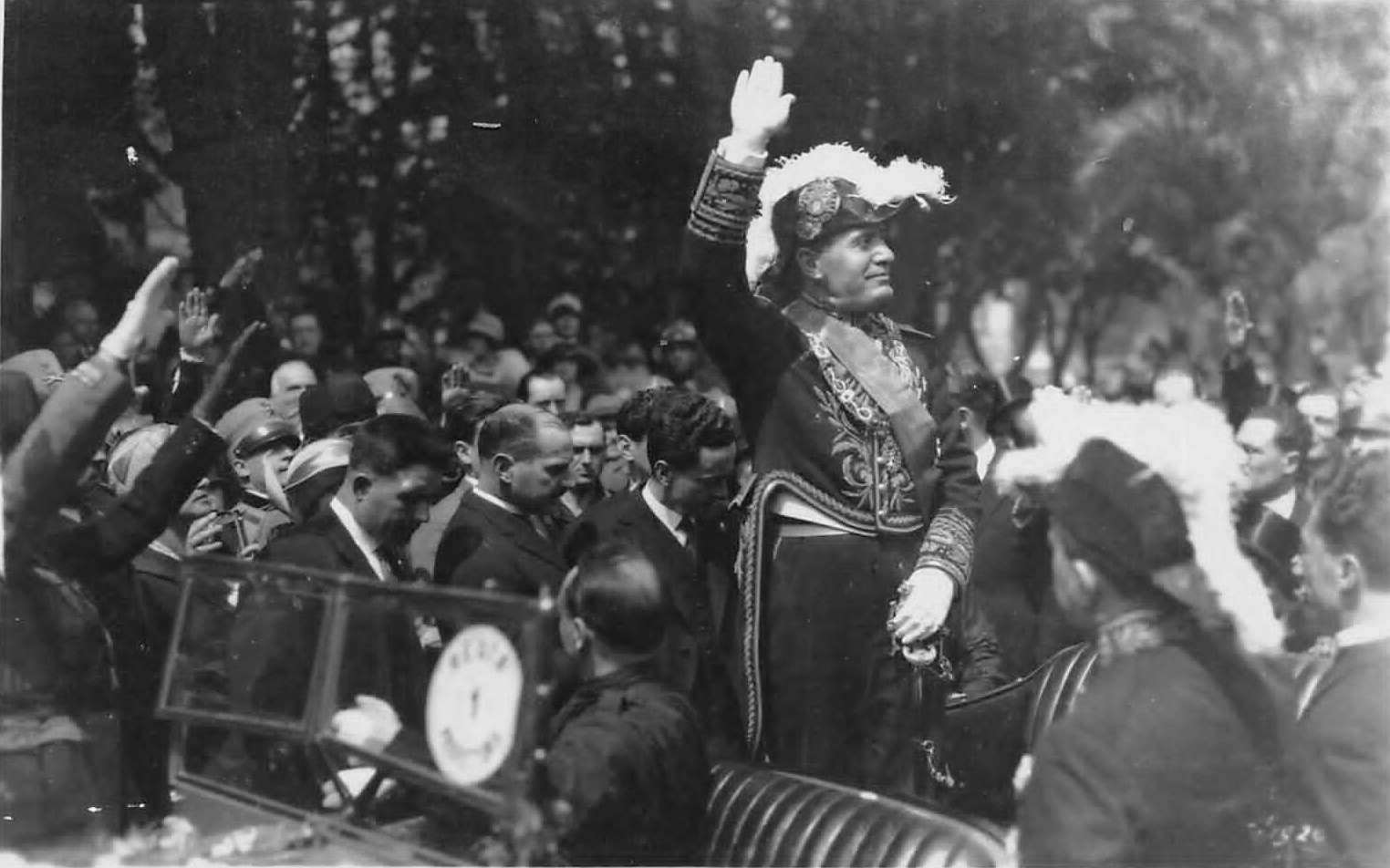
Mussolini en uniforme de Premier ministre.

- 3 janvier : à la Chambre, Benito Mussolini prend ouvertement fait et cause pour les excès squadristes et menace le pays d’une épreuve de force. Federzoni, ministre de l’Intérieur, s’attaque à la presse (les journaux sont saisis quotidiennement), aux organisations politiques, et ordonne l’arrestation d’une centaine d’hommes politiques et de journalistes (31 décembre 1924). La justice (Rocco) fait libérer tous les fascistes détenus ou condamnés[1].
- 12 février : le ras de Crémone, Roberto Farinacci devient secrétaire du Parti national fasciste, qu’il radicalise et utilise pour briser les oppositions extérieures dans la violence[2].
- 18 février : création à Rome de Istituto dell'Enciclopedia Italiana pour la publication de Encyclopédie Treccani, dirigé par Giovanni Gentile[3].
- 17 avril : loi sociale réglementant le travail et l'hygiène afin de mieux protéger les travailleurs contre les excès des patrons[4].
- 21 avril : publication du Manifeste des intellectuels fascistes[5].
- 1er mai :
  - création par Mussolini du « dopolavoro », ou Œuvre nationale du temps libre[5]. Cet organisme est chargé par Mussolini de lutter contre l'alcoolisme et la malaria, favorise le développement culturel et la participation des enfants défavorisés à la vie sociale.
  - publication du Manifeste des intellectuels antifascistes dans le quotidien Il Mondo (it)'[5]'.
- 22 mai : Sandro Pertini est arrêté pour activités contre le régime fasciste[6].
- 21-22 juin : IVe et dernier congrès du Parti national fasciste au Teatro Augusteo à Rome[5].
- 20 juin : Mussolini lance la bataille du blé, campagne pour assurer l'autosuffisance de l'Italie pour la production du blé[7].
- 22 juin : inauguration de la tour solaire de l'observatoire d'Arcetri[8].
- 10 juillet : Giuseppe Volpi remplace De Stefani au ministre des finances[7].
- 20 juillet : convention de Nettuno entre l'Italie et le Royaume des Serbes, Croates et Slovènes[9].
- 29 septembre : le journal La Stampa doit suspendre ses publications sur ordre du préfet de Turin jusqu'au 9 novembre[10].

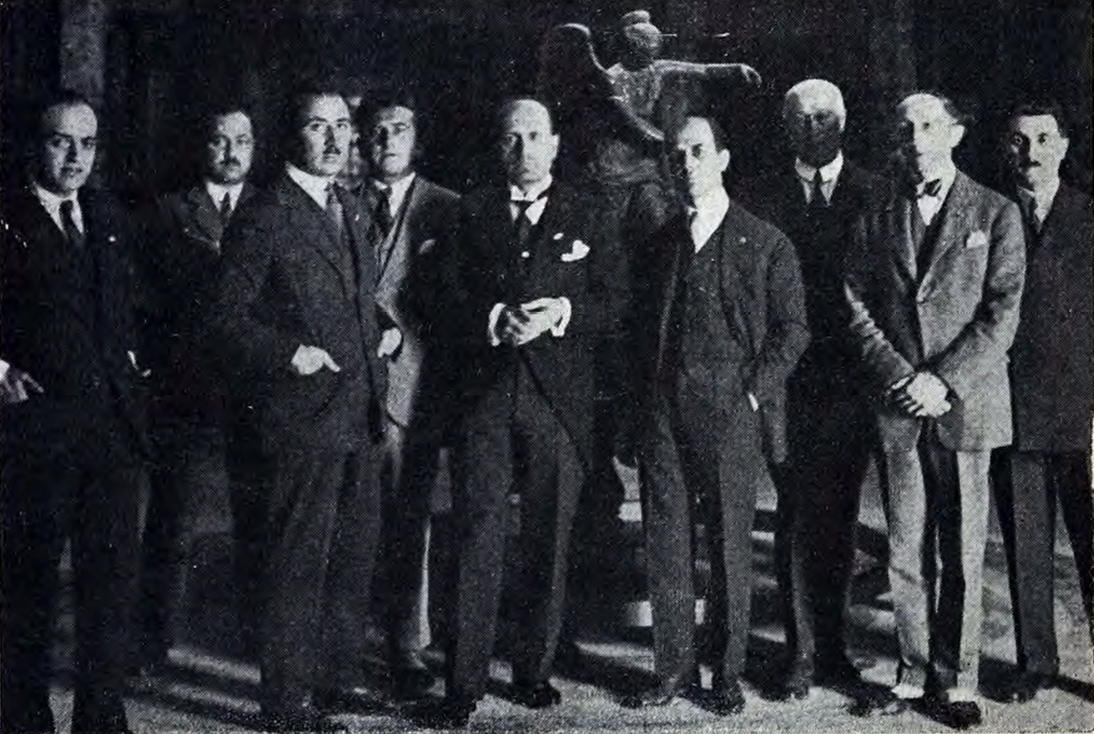
Pacte du palais Vidoni.

- 2 octobre : un accord est signé à Rome entre la Confindustria et la Fédération des corporations fascistes au Palais Vidoni Caffarelli, qui établit une reconnaissance mutuelle entre les représentants des industriels et des travailleurs[5].
- 5 octobre : le Grand Conseil impose la démobilisation de toute formation squadriste et l'exclusion des éléments les plus indisciplinés du Parti national fasciste[5].
- 4 novembre : tentative d'attentat contre Mussolini commis par le député socialiste Tito Zaniboni[11]. Il sert de prétexte à l’élimination du parti socialiste unitaire et de la franc-maçonnerie[12].
- 5 novembre : décret-loi de création de l'Istituto Luce pour la propagande et la culture au moyen de la cinématographie[13].
- 14 novembre : accord relatif au règlement de la dette italienne envers les États-Unis, signé à Washington[14].
- 27 novembre : le gouvernement introduit le salut romain ou salut fasciste dans toutes les administrations civiles[15].
- 24 décembre : promulgation d’une loi qui crée pour Mussolini la fonction de chef du gouvernement, première des lois fascistissimes. Le Duce dispose de l’ensemble des pouvoirs exécutifs et n’est responsable que devant le roi et plus devant les Chambres[11]. Il peut exercer des fonctions législatives. Le gouvernement est habilité à légiférer par décret pour amender le Code pénal, le Code de procédure pénale, les lois sur l'organisation judiciaire, et le Code civil[16].
- 31 décembre : loi sur la presse fixant que les journaux ne peuvent être dirigés, écrits et imprimés que s'ils ont un responsable accrédité par le préfet, donc par le gouvernement ; tous les autres sont considérés illégaux[11].

### Non daté
- début de la construction du barrage de Cingino.

## Économie
- Politique de grands travaux pour résorber le chômage : construction de ponts, de tunnels, des premières autostrades ou de bâtiments dans les grandes cités[17].
- Équilibre du budget de l’État pour la première fois depuis la guerre[1].
- Adele Casagrande et Edoardo Fendi ouvrent à Rome une boutique à l'origine de la maison de prêt-à-porter de luxe Fendi[18].

## Culture
- Vue de Lierna sur Bellagio, tableau de Bruto Mazzolani.

### Livres parus en 1925
- Os de seiche, recueil de poèmes de Eugenio Montale.

### Opéras créés en 1925
- 19 février : Gli amanti sposi, opéra d'Ermanno Wolf-Ferrari est créé au Teatro La Fenice à Venise.

## Naissances en 1925
- 6 janvier : Francesco Freda, maquilleur de cinéma.  († 7 janvier 2019)
- 19 janvier : Rocco Chinnici, magistrat engagé dans la lutte antimafia tué par la Mafia lors d'un attentat à la voiture piégée. († 29 juillet 1983)
- 20 février : Gianfranco Parolini, réalisateur. († 26 avril 2018)
- 17 mars : Enrico Medioli, scénariste. († 21 avril 2017)
- 18 mars : Alessandro Alessandroni, musicien et compositeur. († 26 mars 2017)
- 24 mars : Raffaele Pisu, acteur. († 31 juillet 2019)
- 1er juillet : Italo De Zan, coureur cycliste. († 9 mars 2020)
- 1er août : Mario Giacomelli, peintre, poète et photographe. († 25 novembre 2000)
- 22 août : Alberto Ongaro, écrivain, journaliste et scénariste. († 23 mars 2018)
- 31 août : Katyna Ranieri, chanteuse et actrice. († 2 septembre 2018)
- 6 septembre : Andrea Camilleri, metteur en scène et écrivain.   († 17 juillet 2019)
- 2 octobre : Leopoldo Paciscopi, écrivain et journaliste. († 14 mai 2018)
- 4 octobre : Giuseppe Sermonti, généticien, professeur de génétique à l'université de Pérouse. († 16 décembre 2018)

## Décès en 1925
- 21 février : Fernando De Lucia, 64 ans, chanteur d'opéra (ténor). (° 11 octobre 1860)
- 21 juillet : Giovanni Frattini, 73 ans, mathématicien, connu pour ses contributions à la théorie des groupes. (° 8 janvier 1852)
- 5 décembre : Costantino Barbella, 73 ans, sculpteur. (° 31 janvier 1852)
- 17 décembre : Paola Pezzaglia,  actrice de théâtre et de cinéma, de la période du muet. (° 13 septembre 1889)